# Sakar Sar
Der Sakar Sar ist ein Berg im äußersten Osten des Hindukusch.

## Lage
Der Sakar Sar befindet sich an der Grenze zwischen dem pakistanischen Sonderterritorium Gilgit-Baltistan im Süden und dem Wachankorridor von Afghanistan im Norden.
Der Berg erreicht eine Höhe von 6272 m (auf alten Karten ist eine Höhe von 6316 m vermerkt). Der Sakar Sar befindet sich 9 km östlich des Irshad-Passes an der Wasserscheide zwischen Wachandarja im Norden und Chapursan im Süden. Dominanz-Bezugspunkt ist ein 6610 m hoher Berg im Karakorum, der 2,26 km östlich vom Koz Sar (6677 m) liegt.

## Besteigungsgeschichte
Die Erstbesteigung des Sakar Sar gelang im Jahr 1999 einer japanischen Expedition über die Südostflanke. Das gesamte Expeditionsteam – Akira Miyazawa, Makoto Ishikawa, Kanji Kamei und Teruaki Suzuki sowie die beiden Träger – erreichten am 13. August den Gipfel.